# Plymouth Acclaim
El Plymouth Acclaim és un cotxe mid size fabricat per Plymouth els anys 1989 a 1995. El Acclaim era molt semblant al Dodge Spirit, així com al Chrysler LeBaron i el Chrysler Saratoga. Igual que el Spirit, usa la plataforma "Chrysler A", una versió derivada de la plataforma "Chrysler K". En essència, el Acclaim substitueix al Plymouth Reliant.

## Informació general i versions
Mides:
- Batalla: 2,624 m
- Llargada: 4,602 m
- Amplada: 1,729 m
- Alçada: 1,358 m
- Pes: 1262 kg

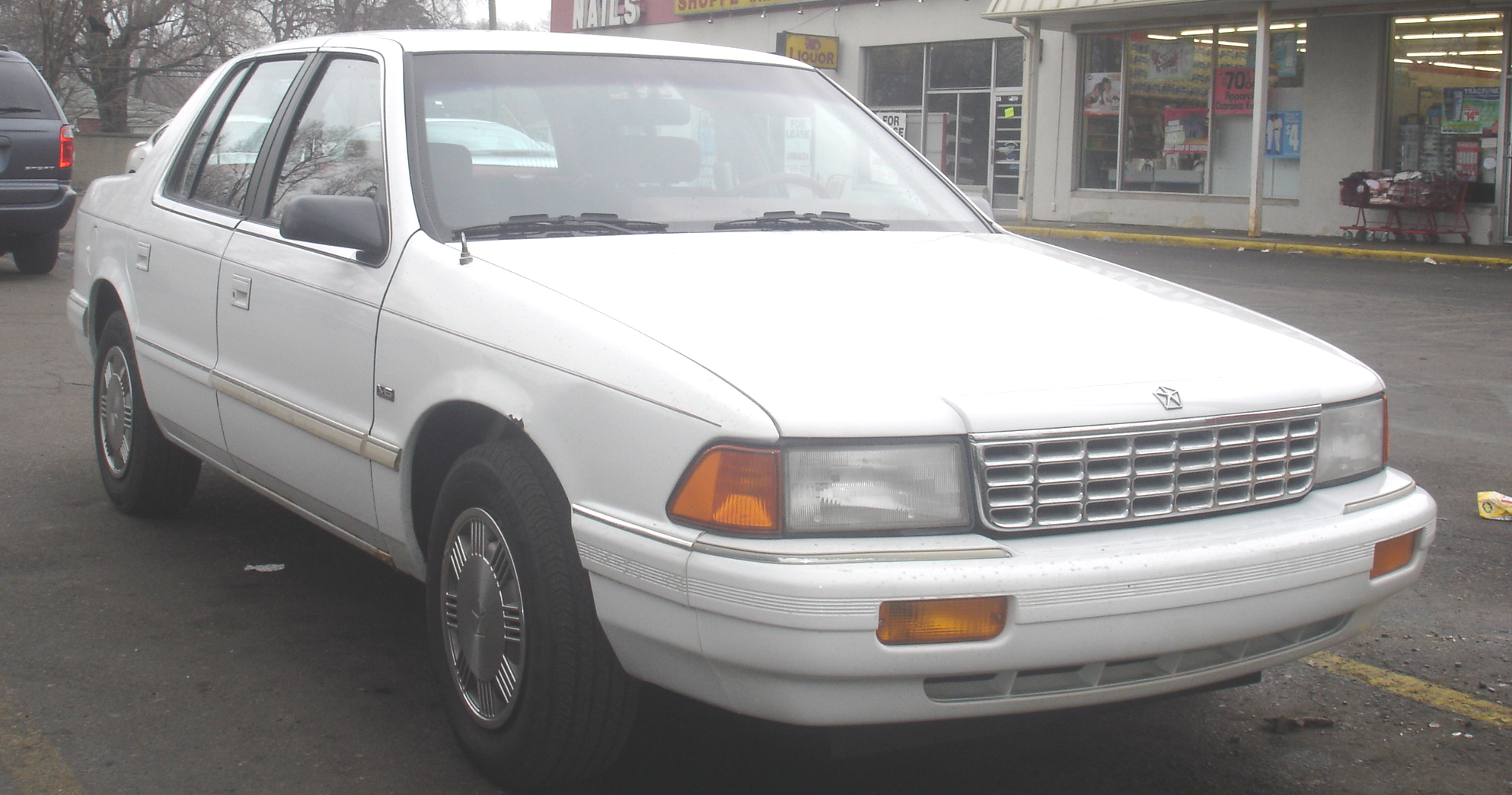
Plymouth Acclaim del 1993

L'Acclaim estava ubicat com a vehicle econòmic, i diferenciat del Spirit i LeBaron en detalls (acabats interiors i exteriors). Durant un temps Dodge y Plymouth van estar venent el mateix producte a preus semblants, mentrestant el LeBaron va vendre's al segment superior per competir amb els models de Oldsmobile i Buick.
Amb un preu de sortida d'uns 12.000 dòlars a final de la seva època, l'Acclaim era un vehicle barat per a famílies o flotes de cotxes. D'acord amb J.D. Power, l'Acclaim de 1992 era el cotxe domèstic més fiable reliable.
Mecànicament el model de Plymouth gaudia d'un assortiment de motors. La versió base era un 2.5L TBI. Opcionalment hi havia un 3.0L V6 MPFI de Mitsubishi i de 1989 a 1992 un 2.5L Turbo. El 1993, 1994 i 1995 s'oferí una versió MPFI del 2.5L.
Respecte de les transmissions, com el Dodge Spirit, gaudia d'un assortiment de caixes de canvi, però també eren pocs Acclaim equipats amb caixa manual.
Automàtica de 3 velocitats: Torqueflite A413 i Torqueflite A670
Automàtica de 4 velocitats: Ultradrive A604. Manual de 5 velocitats: A523 i A568

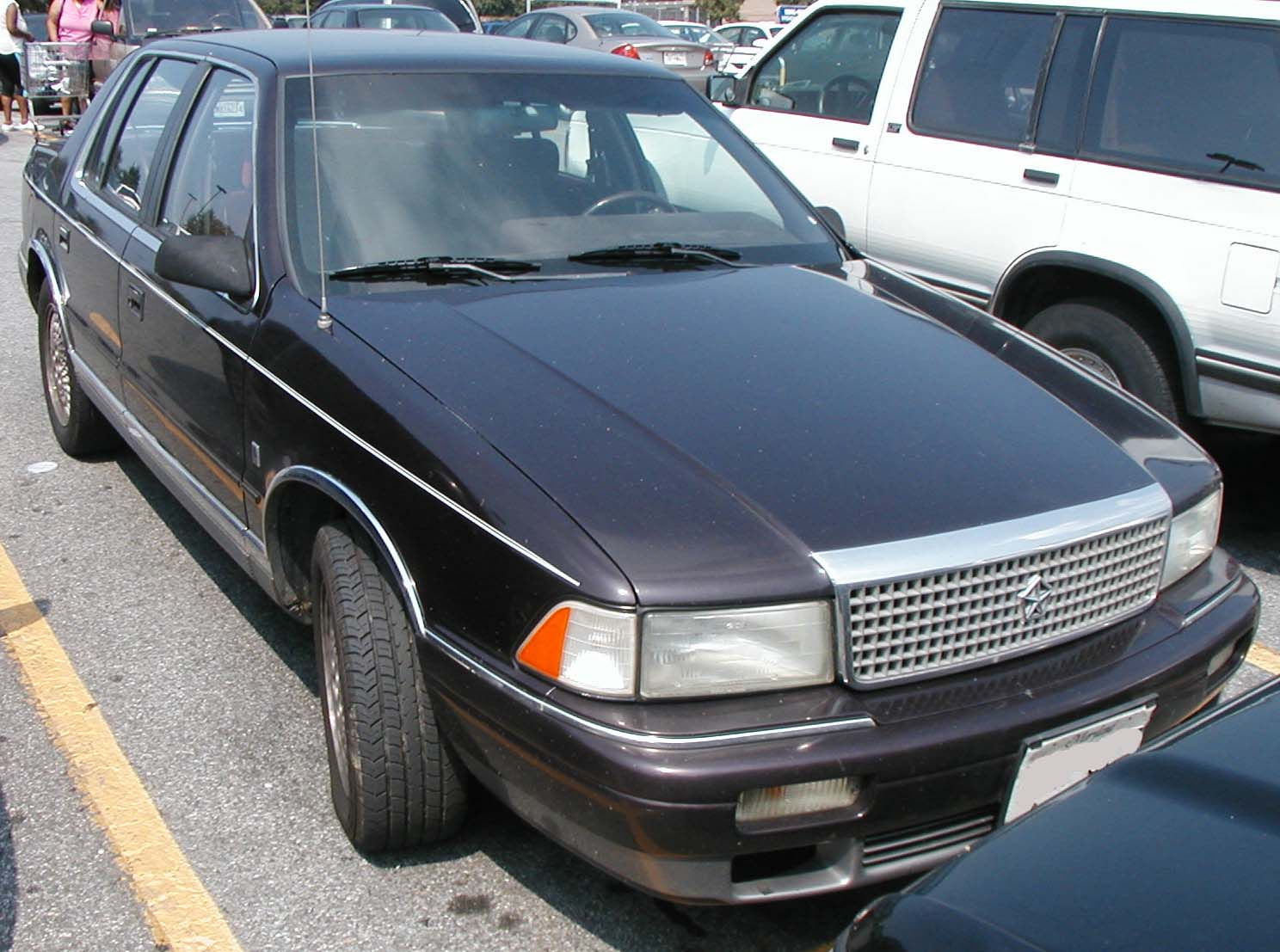
Graella frontal del Acclaim

D'aquestes, les Torqueflite són usades en els Acclaim TBI i MPFI de 4 cilindres i també en la versió V6 de 1993 a 1995. De 1989 a 1992 molts Acclaim V6 van equipar la transmissió Ultradrive.
| Any       | Motor                         | Potència | Torsió  |
| --------- | ----------------------------- | -------- | ------- |
| 1989-1995 | 2.5 L Chrysler K 2.5 I4       | 100 cv   | 184 N·m |
| 1989–1992 | 2.5 L Chrysler K 2.5 Turbo I4 | 150 cv   | 230 N·m |
| 1989-1995 | 3.0 L Motor Mitsubishi 6G V6  | 141 cv   | 231 N·m |

L'Acclaim no ha rebut canvis molt profunds durant el seu període de comercialització. Una nova graella del radiador i algun detall d'acabat el 1993. El 1994 per complir al requeriment núm. 208 del Federal Motor Vehicle Safety Standard es van actualitzar els cinturons de seguretat. Però aquests no complien amb la normativa canadenca i durant el 1994-1995 el Acclaim va seguir equipant cinturons de seguretat manuals. El 1995 el motor 2.5L anava associat amb la caixa automàtica Ultradrive.
Chrysler no ha substituït directament a l'Acclaim per un altre Plymouth. De fet, el seu substitut és el Plymouth Breeze, una versió econòmica del Chrysler Cirrus.
La NHTSA ha qualificat el Spirit de 1990 amb 4 estrelles (conductor) i 3 estrelles (passatger) en el xoc frontal.

## Anècdotes
- En un episodi de la sèrie Everybody Loves Raymond anomenat "The Wallpaper" el cotxe de Marie Barone que va xocar contra la casa de Raymond era un Acclaim de color gris.

## Informació mediambiental
En el 1993, 1994 i 1995 es va oferir una versió del motor 2.5L admet combustible E85.